# Vanja Marinković
Vanja Marinković (Belgrado, 9 de janeiro de 1997) é um jogador de basquete sérvio.

## Início da vida
Marinković nasceu em Belgrado, RF Iugoslávia. Ele vem de uma família relativamente ligada ao esporte; seu pai Zoran é um árbitro de futebol e diretor de fotografia, enquanto sua mãe Dragana e seu irmão seis anos mais velho jogaram basquete na juventude. Marinković começou a jogar basquete no clube Vračar, de Belgrado, onde jogou de 2006 a 2010. Ele então se mudou para Koledž, onde ficou por uma temporada.

## Carreira
No verão de 2011, ele se mudou para jogar com as categorias de base do Partizan. Ele continuou a jogar com as categorias de base do time por quatro temporadas, com exceção da última temporada em que jogou ocasionalmente, pois passou a maior parte do tempo treinando com o time sênior.
Na temporada 2013-14, ele começou a trabalhar com a equipe sênior do Partizan, sob o comando do técnico Duško Vujošević. Ele estreou pela equipe no jogo da Copa da Sérvia contra o FMP Belgrado. No entanto, embora tenha sido convocado para os jogos muitas vezes, ele ocasionalmente teve a chance de jogar no resto da temporada. O Partizan terminou a temporada conquistando seu 13º título consecutivo da liga nacional, derrotando o arquirrival Crvena zvezda por 3 a 1 na série final; esse seria o único título conquistado na temporada. Ele também se tornou campeão com a equipe júnior do Partizan ao derrotar o Crvena zvezda no jogo final.
Na temporada 2014-15, ele se tornou uma parte padrão da rotação da equipe sênior. Em 8 de novembro, ele liderou sua equipe com 20 pontos, o recorde da temporada, na vitória por 65-50 sobre o MZT Skopje, mostrando grande potencial para o futuro. Três dias depois de completar 18 anos, em 12 de janeiro de 2015, ele assinou seu primeiro contrato profissional de quatro anos com o Partizan. Ao longo da temporada, ele apareceu em 29 jogos da Liga ABA, com média de 3,9 pontos, 1,2 rebotes e 0,7 assistências por jogo. Ele também jogou na EuroCup, onde o Partizan foi eliminado no Grupo E. Em 18 de setembro de 2015, ele apareceu no evento especial do EuroBasket 2015 - FIBA European U-18 All-Star game, composto pelos 24 jogadores europeus mais talentosos nascidos em 1997 ou depois. Ele liderou seu Time Preto com 17 pontos e 4 assistências na derrota por 82-87 para o Time Vermelho. Em 26 jogos da Liga ABA de 2015-16, ele teve uma média de 6,1 pontos, 2,6 rebotes e 1,2 assistências por jogo, enquanto arremessou 31,3% do campo.
Na temporada 2016-17, ele teve uma média de 8,2 pontos, 2,7 rebotes e 1,5 assistências por jogo, enquanto arremessou 42,5% do campo em 23 jogos da Liga ABA 2016-17. Em 14 de outubro de 2017, em um jogo fora de casa da Liga ABA contra Zadar em um placar de 104–97, Marinković marcou 33 pontos, o recorde de sua carreira, também adicionando 5 rebotes e 1 assistência. Em 20 jogos da Liga ABA 2017–18, ele teve médias de 11,3 pontos, 2,9 rebotes e 1,2 assistências por jogo, enquanto arremessou 41,3% do campo e 36,1% do field goal de três pontos. Em junho de 2018, ele assinou uma extensão de contrato de dois anos com o clube. Em 23 jogos da Liga ABA de 2018-19, ele teve médias de 12,2 pontos, 2,4 rebotes e 1,8 assistências por jogo, enquanto arremessou 40,2% do campo e 32,8% do field goal de três pontos.
Em 23 de julho de 2019, Marinković assinou um contrato de dois anos com o clube espanhol Valencia Basket. Ele deixou o Valencia em junho de 2021. Em 17 de junho de 2024, Marinković assinou com o Partizan Mozzart Bet da Liga de Basquete da Sérvia para uma segunda passagem.
Nos Jogos Olímpicos de Verão de 2024, em Paris, conquistou a medalha de bronze no torneio masculino do basquetebol, após vencer confronto contra a equipe alemã por 93–83 na disputa pelo terceiro lugar.